# Sotaro Fujiwara
Sotaro Fujiwara (27 aprile 1998) è un judoka giapponese.

## Palmarès
- Campionati mondiali di judo

Baku 2018: argento negli 81 kg.
- Asiatici

Hong Kong 2017: oro nei -81kg.
- Campionati mondiali juniores

Abu Dhabi 2015: argento nei -81kg.
- Campionati asiatici cadetti

Hong Kong 2014: argento nei 81kg

### Vittorie nel circuito IJF
| Data             | Località     | Paese   | Categoria  |
| ---------------- | ------------ | ------- | ---------- |
| 11 febbraio 2018 | Parigi       | Francia | Grand Slam |
| 13 marzo 2018    | Ekaterinburg | Russia  | Grand Slam |